# Homosexuella socialister
Homosexuella socialister är en svensk socialistisk förening för homosexuella, bisexuella och transpersoner som står till vänster om Socialdemokraterna. Föreningen är Sveriges äldsta politiska homoorganisation.

## Historik
Homosexuella socialister bildades i januari 1974 i Stockholm. Medlemmarna tillhörde flera olika partier och hade ett löst samarbete med RFSL och Lesbisk Front. Redan den 1 maj 1974 deltog Homosexuella socialister i Röd Fronts demonstration med en egen banderoll. Föreningen deltog även i 8 mars-demonstrationer tillsammans med kvinnoorganisationerna. Utöver i Stockholm kom föreningen även att bedriva verksamhet i Göteborg och Malmö/Lund. Tonvikten lades vid en självständig organisering i syfte att verka för ett socialistiskt samhälle och en radikal sexualpolitik och försökte verka inom vänstern för att uppnå dessa mål. Homosexuella socialister var tillsammans med RFSL Stockholm, Lesbisk Front och RFSU en av de organisationer som den 3 september 1977 arrangerade Homosexuella frigörelsedagen, vilken sedermera kom att utvecklas till Stockholm Pride. Åren 1974–1975 utgav föreningen tidskriften Sexualpolitik och 1977–1982 skriftserien Studier för en socialistisk sexualpolitik.
På senare år har föreningens aktivitet varit betydligt lägre, även om bland andra Jan Hammarlund gjorde ett försök att återuppliva den i slutet av 1990-talet. I nuläget (2020) förefaller föreningen vara vilande.

## ROHS
Homosexuella socialister skall ej förväxlas med Riksorganisationen Homosexuella socialister (ROHS), som bildades i slutet av 1980-talet som en paraplyorganisation för Homosexuella socialister, Aktionsgruppen Homosexuella pensionärer och Homosexuella socialdemokrater. Anledningen till detta var att Socialstyrelsen fått regeringens uppdrag att bilda en referensgrupp för riksorganisationer för homosexuella. Organisationen har senare bytt namn till Riksorganisationen för HBT-solidaritet (ROHS) och haft Kulturföreningen Tupilak, Homosexuella socialister och Aktionsgruppen Homosexuella pensionärer som medlemsorganisationer.

## Studier för en socialistisk sexualpolitik
1. Bob McCubbin: Homosex-förtryckets historiska rötter (1977)
2. Lotte Möller: Historien om RFSU: från frihetsrörelse till varuhus i sex/Homosexdebatten inom KFML(r) (1977)
3. Dennis Altman, John Shiers: Två steg framåt – ett steg tillbaka?: om den homosexuella kampens väg (1978)
4. Erik Thorsell: järnbruksarbetaren som blev sexualpolitisk agitator. Arbetarrörelsen och striden kring homosexualiteten. Allan Hellman – "Sveriges modigaste man". Kamp mot porr, prostitution och homosexuella? (red.: Fredrik Silverstolpe, 1979)
5. Dags att avliva myterna kring Kejne- och Haijby-affärerna!: hotbilden, motbilden, mytbildningen (red.: Fredrik Silverstolpe, 1982)
6. Henry Hay: marxisten som lade grunden till homokampen i USA (1981)
7. Rüdiger Lautmann, Winfried Grikschat, Egbert Schmidt: Med rosa triangel i Nazityskland (1982)